# Çiftliksarıkaya, Akpınar
Çiftliksarıkaya là một xã thuộc huyện Akpınar, tỉnh Kırşehir, Thổ Nhĩ Kỳ. Dân số thời điểm năm 2010 là 131 người.